# Gaylord Cumont
Gaylord Cumont, né le 12 juin 1981 à Rouen, est un coureur cycliste français.

## Palmarès
- 2002
  - 2e de La Gislard
- 2003
  - Trio normand (avec Sylvain Anquetil et Cyrille Prisé)
- 2005
  - 3e du Tour du Pays du Roumois
- 2006
  - 3e du Tour du Pays du Roumois
- 2007
  - Grand Prix de Saint-Hilaire-du-Harcouët
  - 2e du Grand Prix de Luneray
  - 2e du Grand Prix Michel-Lair
  - 2e du Cabri Tour
  - 3e du Trio normand
- 2008
  -  Champion de Normandie sur route
  - 2e du Grand Prix de Saint-Hilaire-du-Harcouët
  - 2e du Tour de la Porte Océane
  - 3e du Souvenir Louison-Bobet
  - 3e du Tour de la Dordogne
  - 3e des Trois Jours de Cherbourg
  - 3e du Grand Prix des Hauts-de-France
- 2009
  - 2e étape du Tour de la Manche
  - Grand Prix de Gamaches
  - Grand Prix de Beuvry-la-Forêt
  - 2e de Paris-Évreux
  - 2e de Paris-Rouen
  - 3e du championnat de Normandie sur route
  - 3e du Grand Prix de Luneray
- 2011
  - 2e du championnat de Normandie sur route

## Classements mondiaux
| Année           | 2005 | 2006 | 2007 | 2008 | 2009 | 2010 | 2011 | 2012   |
| --------------- | ---- | ---- | ---- | ---- | ---- | ---- | ---- | ------ |
| UCI Europe Tour | 750e |      |      |      |      |      |      | 1 191e |